# حمو بن مليل البرغواطي
حمو بن مليل البرغواطي و يقال حمو بن مليك, كنيته أبي المنصور, من قبيلة برغواطة كما هو واضح من اسمه، أحد ملوك طوائف إفريقية، كان أمير على مدينة صفاقس لمدة 40 عام بعد ان انقلب على ابن عمه، له سيرة طويلة, لم يقدر عليه آل باديس لعقود، الى أن تم غزو صفاقس عام 1099 فلجئ لقابس و مات هناك.

## السيرة
لا يوجد معلومات حول أصول حمو و ولادته أو أبيه مليل، لكن ابن عمه منصور أفروم البرغواطي كان والي صفاقس، و خلال الغزو الهلالي لإفريقية خطط أن يثور على آل باديس بدعم العرب، لكن حمو اغتاله في الحمام يوم 2 شوال 451هـ / 11 نوفمبر 1059، فجائه حلفاء منصور لحصاره، لكنه تخلص منهم بالمال، ثم أعلن خروجه عن المعز بن باديس والدولة الزيرية مؤسسا بذلك امارة صفاقس، و أصبحت صفاقس احدى أهم طوائف إفريقية، و قام حمو بصك عملات سنية منها دينار اكْتُشف عام 461هـ / 1069 (و من المحتمل أن الدينار الصفاقسي كان مساوي للدينار التميمي, أي عملة الدولة الزيرية عهد تميم بن المعز), و اتخذ مظفر بن علي، أحد كتاب المعز بن باديس المشهورين بالبلاغة و حسن الكتابة، وزيرا له، و كان هذا الرجل حسن الرأي و التدبير، فاستاقمت دولة حمو به و عظم شأنها.
و في عام 454هـ / 1062، أرسل حمو بن مليل يعلن التبعية للدولة الحمادية مع هدية ثمينة و يهنئ الناصر بن علناس بتوليه الحكم، و قُبلت بيعته و رُد معها هدية أيضا، و خطط حمو للتوسع و غزو المهدية عام 455هـ / 1063، و تحالف مع عدي و الأثبج و دخل في حرب مع الزيريين انتهت بهزيمة مؤلمة في معركة سلقطة و نجا حمو من المجزرة و احتمى بصفاقس و لم يدخل في حرب بعدها لمدة طويلة للغاية.
عاد حمو للواجهة عام 470هـ / 1077، بعد أحداث طويلة انتهت بتولي أمير زغبة يبقى بن علي سيادة القيروان، و قد قدم واليها السابق القائد بن ميمون إلى بلاط حمو في صفاقس بعد 6 سنين من إقامته في الدولة الحمادية، فنجح القائد أن يشتري القيروان لحمو من بني زغبة، و كافأ حمو تابعه القائد بأن عينه القيروان، و قيل أن حمو اشتراها بنفسه. و من المجهول إذا كانت هذه العملية لصالح الناصر بن علناس أو حمو نفسه.
و في عام 479هـ / 1086، حاصر تميم صفاقس و في نفس الوقت قابس، و كان حصارا عظيما لم يسمع به من قبل، لكنه لم ينجح, و في عام 488هـ / 1095، نجح شاه ملك الغزي في اختطاف يحيى بن تميم بن المعز و سلمه لحمو الذي غادر صفاقس للقائه، فلما التقى به مشى على رجليه بين يديه و قبل يديه و أعترف له بالعبودية، و أقام يحيى لدى حمو كرهينة، لكن حمو بدأ يتخوف من احتمالية أن ينقلب عليه يحيى خاصة أنه من السلالة الحاكمة، فاتفق أن يسلم لتميم بن المعز ابنه و أن يتسلم هو أبناء الترك في المهدية، و تم ذلك، ثم جهز تميم جيشا و حاصر صفاقس شهرين برا و بحرا حتى غادرها شاه ملك، و قيل أن يحيى أحب الإبقاء على حمو فلم يبالغ في حصاره، و قد علق حمو عن وجود يحيى في الحصار: «إنّ هذا لَعجب، بالأمس أُخَلِّص يحيى من القتل، واليوم يحاصرني !».
و بعد هذه الأحداث، حصل بين تميم و ابنه المثنى مشاكل، فطُرد المثنى من المهدية و ركب البحر، و حاول اللجوء إلى صفاقس لكن حمو رفض لأنه لن يجني سوى المتاعب من استقباله، لاحقا عندما انطلقت ثورة المثنى بدأ بمهاجمة صفاقس لكن قدوم فرقة زيرية جعلت المثنى ينسحب. كان حمو يطلب من وزيره المظفر أن يستفز تميم و يغيضه بالشعر، منها شعر يتغنى فيه بمقتل فرقة زيرية في صفاقس و شعر يهزء من إشاعات حول وفاة حمو حتى أصبح تميم يتوعده، ثم حاول استمالته هو و حمو، و عندما فشل أرسل جيشا عام 493هـ / 1099 قام بغزو صفاقس, منهيا امارة عظيمة حكمت لعقود طويلة، بعد تسلم تميم المدينة لجئ حمو لدى مكي بن كامل الدهماني أمير بني جامع حكام قابس، و بقي هناك إلى أن مات.
كان حمو يطمح أن يكون ملكا حقيقيا، فقد كان يضرب عملته الخاصة، و في نقيشة في الجامع الكبير بصفاقس تعود لعام 988، قام حمو بحذف اسم المؤسس و جزء من النص (ربما لوجود عبارات شيعية) و نَسَب الجامع لنفسه، و ادعى أن أعمال البناء انتهت عام 478هـ / 1085، بأمرٍ من "فخر المُلْك و كَفِيه، أبي المنصور حمّو بن مليل".